# Paladiu
Paladiul este un element chimic cu simbolul Pd și cu numărul atomic 46. Paladiul este un metal rar, strălucitor, de culoare alb-argintiu, descoperit în 1803 de William Hyde Wollaston. Elementul este numit după asteroidul Pallas, care a fost denumit după epitetul zeiței grecești Atena, obținut de aceasta când a omorât-o pe Pallas.
Paladiul, împreună cu platina, rodiul, ruteniul, iridiul și osmiul formează un grup de elemente cunoscut ca și "grupa platinei" (PGM-uri). Metalele din grupa platinei au proprietăți chimice asemănătoare, dar paladiul are cel mai scăzut punct de topire și este cel mai puțin dens metal al grupei.
Ca mărfuri, obiectele din paladiu fin sau aproape fin au codul valutar ISO de XPD 964. Paladiul e unul din cele patru metale ce au astfel de coduri, celelalte fiind aurul, argintul și platina.

## Istorie
Paladiul a fost descoperit de William Hyde Wollaston în 1803. Acest element a fost numit de el în 1804 d.C. după asteroidul Pallas, descoperit cu 2 ani înainte. Wollaston a găsit paladiu amestecat cu platină într-un minereu din America de Sud prin dizolvarea minereului în apă, neutralizând soluția cu hidroxid de sodiu și precipitând platina ca cloroplatinat de amoniu cu clorură de amoniu. A adăugat cianură de mercur pentru a forma cianura de paladiu, pe care a încălzit-o pentru a extrage platina.
În 2010, cercetători japonezi de la Universitatea din Kyoto au creat pentru prima dată, cu ajutorul nanotehnologiei, un aliaj artificial similar cu paladiul. Deoarece elementele rodiu și argint nu pot fi amestecate de obicei, nici măcar prin topire la temperaturi foarte ridicate (ele comportându-se oarecum ca apa față de ulei), cercetătorii au folosit o soluție din cantități egale de rodiu și argint, au vaporizat-o, și au amestecat puțin câte puțin alcool fierbinte, obținând particule cu diametrul de ca. 10 nanometri, atomii celor două metale fiind amestecați în mod egal. Aliajul are aceleași proprietăți ca și paladiul.

## Compuși
Paladiul există în stările de oxidare 0, +2, +4; starea +4 de oxidare este comparativ de rară. Un exemplu major de paladiu (IV) este hexacloropaladiul (IV).
Paladiul reacționează cu clorul pentru a da clorura de paladiu (II); se dizolvă în acid azotic și precipită acetatul de paladiu (II) în surplusul de acid nitric. Acești 2 compuși și bromura de paladiu (II) sunt reactivi și semi-prețioși, făcându-i puncte de început convenabili pentru chimia paladiului. Toți 3 compușii nu sunt monomerici; clorura și bromura trebuie să fie des refluxate în acetonitrit pentru a obține acetonitrit mai reactiv si monomeri mai complecși, ca de exemplu:
PdX2 + 2 MeCN → PdX2(MeCN)2 . [X = Cl, Br]
Clorura de paladiu (II) este materialul de bază pentru mulți alți catalizatori ai paladiului. Este folosit în prepararea catalizatorilor paladiului eterogeni: paladiu pe sulfatul de bariu, paladiu pe carbon și clorura de paladiu pe carbon. Reacționează cu trifenilfosfina în diferiți solvenți pentru a obține dicloratul de bi(trifenilfosfina) de paladiu (II), un catalizator util. Când se dorește, catalizatorul poate fi format in situ.
PdCl2 + 2PPh3 → PdCl2(PPh3)2

### Hidruri
Paladiul formează hidruri și soluții solide cu hidrogenul. Prin dizolvarea hidrogenului se produce modificarea forma paladiului. Căldura de formare a hidrurii de paladiu e de 9,58 kcal/mol.